# Гауди-Зира
Га́уди-Зира́ (Гауди-Зирра) — солончаковая впадина на юго-западе Афганистана, в провинции Нимроз, южнее системы озер Хамун. Самое низкое место в пределах бессточной Систанской впадины в средней части Иранского нагорья. Высота уровня около 454 м. Во время крупных паводков принимает из Ирана по руслу Шиле (Шела) часть стока из Хамуна (высота уровня около 480 м), собирающего воду рек Гильменд, Хашруд, Фарах-Руд, Харут-Руд.

## Водные споры
В 1973 году Иран и Афганистан подписали соглашение о совместном использовании вод реки Гильменд. В рамках договора Афганистан обязался предоставлять Ирану 22 м³/с воды с возможностью покупки дополнительных 4 м³/с, «исходя из доброй воли и братских отношений». Однако политическая нестабильность в обеих странах воспрепятствовала ратификации и реализации договора. В 1998 году во время гражданской войны «Талибан» захватил Мазари-Шариф, который был одним из главных центров Северного альянса. После этого «Талибан» перекрыл во время засухи плотину на реке Гильменд, что привело к резкому высыханию озера Хамун, снабжающего водой иранский остан (провинцию) Систан и Белуджистан. Иран в ответ отправил к афганской границе около 70 тысяч военных из Корпуса стражей исламской революции. «Талибан» направил сток реки Гильменд по каналу напрямую в Гауди-Зира. Засуха и неграмотное управление водными ресурсами привели к полному пересыханию озёр Хамун и уничтожению богатого биоразнообразия региона. Тысячи местных рыбаков потеряли источник заработка. Поток воды в Иран восстановлен в 2002 году после вторжения Международных сил содействия безопасности (ISAF) и по настоящее время является нестабильным.

## Шиле
Современное русло Сельгруд (Шиле, Шелаг, Шела) упоминается как Фраздана в «Авесте» в «Ардвисур-яште» и связано с именем Виштаспа, совершавшего жертвоприношения у этой реки. В «Бундахишне» о Фраздане говорится как об озере, которое автор источника уверенно помещает в Сакастане, то есть в Систане. В гидрониме Фраздан вторая часть — скифское слово danu — «река» и в этом значении употреблялось только в скифском языке. У армянских авторов начала 1-го тысячелетия до н. э. есть гидроним Храздан, приток Аракса, который в настоящее время принял форму Раздан.